# Старолыбаева
Старолыбаева — упразднённая в 2006 году деревня в Заводоуковском районе Тюменской области России. Включено в черту села Новолыбаево Заводоуковского городского округа.

## География
Находится у реки Тобол, озера Плоское.

## История
До 1917 года входила в состав Лыбаевской волости Ялуторовского уезда Тобольской губернии.
По данным на 1926 год входила в состав Лыбаевского сельсовета Ялуторовского района Тюменского округа Уральской области.
30 марта 2006 года деревня была присоединена к селу Новолыбаево.

## Население
| 1989 | 2002 |
| ---- | ---- |
| 226  | ↗239 |

### Национальный состав
Согласно результатам переписи 2002 года, в национальной структуре населения русские составляли 82 % из 239 чел..

## Инфраструктура
Основа экономики — сельское хозяйство.

## Транспорт
Доступна автотранспортом. Остановка общественного транспорта «Старолыбаева».